# Odontadenia polyneura
Odontadenia polyneura är en oleanderväxtart som först beskrevs av Ignatz Urban, och fick sitt nu gällande namn av R. E. Woodson. Odontadenia polyneura ingår i släktet Odontadenia och familjen oleanderväxter. Inga underarter finns listade i Catalogue of Life.